# Metacnephia uzunovi
Metacnephia uzunovi är en tvåvingeart som beskrevs av Kovachev 1985. Metacnephia uzunovi ingår i släktet Metacnephia och familjen knott.
Artens utbredningsområde är Bulgarien. Inga underarter finns listade i Catalogue of Life.